# 日本フランジダイレクト
日本フランジダイレクト株式会社（にほんふらんじだいれくと、Japan Flange Direct Inc.）は、群馬県前橋市六供町に本社を置く、自社工場を持たず、中国メーカーが製造したOEM製品の配管フランジを自社ブランドで販売する企業である。

## 概要
- 中国継手協同組合の日本法人として2014年6月16日に設立され、中国で製造したフランジを直接販売している。
- メーカー卸価格をホームページで公開、1t梱包単位販売[1]、原則現金取引など、従前のフランジ業界にはない営業方法を採用している。[2]
- 日本フランジダイレクトは、自社で扱っている中国製フランジについて、近年の中国製フランジは、経済および産業の成長の過程の中で先進各国メーカーの製造工場として、厳しい品質要求に応えるため、徹底された品質管理のもとで生産されるようになり、過去に不安視されていた品質も安定してきていると評価している[3]。
- 日本国内で流通する鉄フランジのうち年間5万トンが中国で生産されているが[4]、日本フランジダイレクトは、そのほとんどが「日本ブランドのフランジ」として販売されているとしている[5]。
- 扱っている製品はJIS認定工場で製造されたものではないが、JIS規格に適合しているとして、「JIS相当品」との表記を使用している[6]。なお、JIS規格では、輸入品であっても製品のJISへの適合性について登録認証機関の認証を受ければ、JISマークを表示することができる[7]。

## 事業所
- 本社（群馬県前橋市六供町62番地5）
- 配送センター（東京）

## 主な製品

### 形状
- スリップオン溶接式フランジ（SOP、SOH）
- ソケット溶接式フランジ（SW）
- 遊合形フランジ（LJ）
- 閉止フランジ（BL）
- 突合せ溶接式フランジ（WN）
- ねじ込み式フランジ（TR）

### 鋼材
- 中国国家標準 Q235B（GB/T700） - SS400（JIS G3101）相当品を自称[6]
- SFVC2A
- A105
- 低温材
- 高温材

### 規格
- 中国国家標準[6]
- JIS相当品を自称[6]
- JPI/ASME（ANSI）相当品を自称[8]

### 表面加工
- 溶融亜鉛鍍金